# Ognjen Gašević
Ognjen Gašević (2 de abril de 2002) es un futbolista montenegrino que juega en la demarcación de extremo izquierdo para el FK Budućnost Podgorica de la Primera División de Montenegro.

## Selección nacional
Tras jugar en las categorías inferiores de la selección, finalmente hizo su debut con la selección de fútbol de Montenegro en un partido de la Liga de Naciones de la UEFA 2024-25 contra Turquía que finalizó con un resultado de 3-1 a favor del combinado montenegrino tras un gol de Kenan Yıldız para Turquía, y un triplete de Nikola Krstović para Montenegro.

## Clubes
| Club                   | País       | Año       | Partidos | Goles |
| ---------------------- | ---------- | --------- | -------- | ----- |
| OFK Titograd Podgorica | Montenegro | 2018-2021 | 49       | 2     |
| FK Rudar Pljevlja      | Montenegro | 2021-2023 | 71       | 4     |
| FK Budućnost Podgorica | Montenegro | 2023-     | 58       | 1     |